# Kalciumkarbid

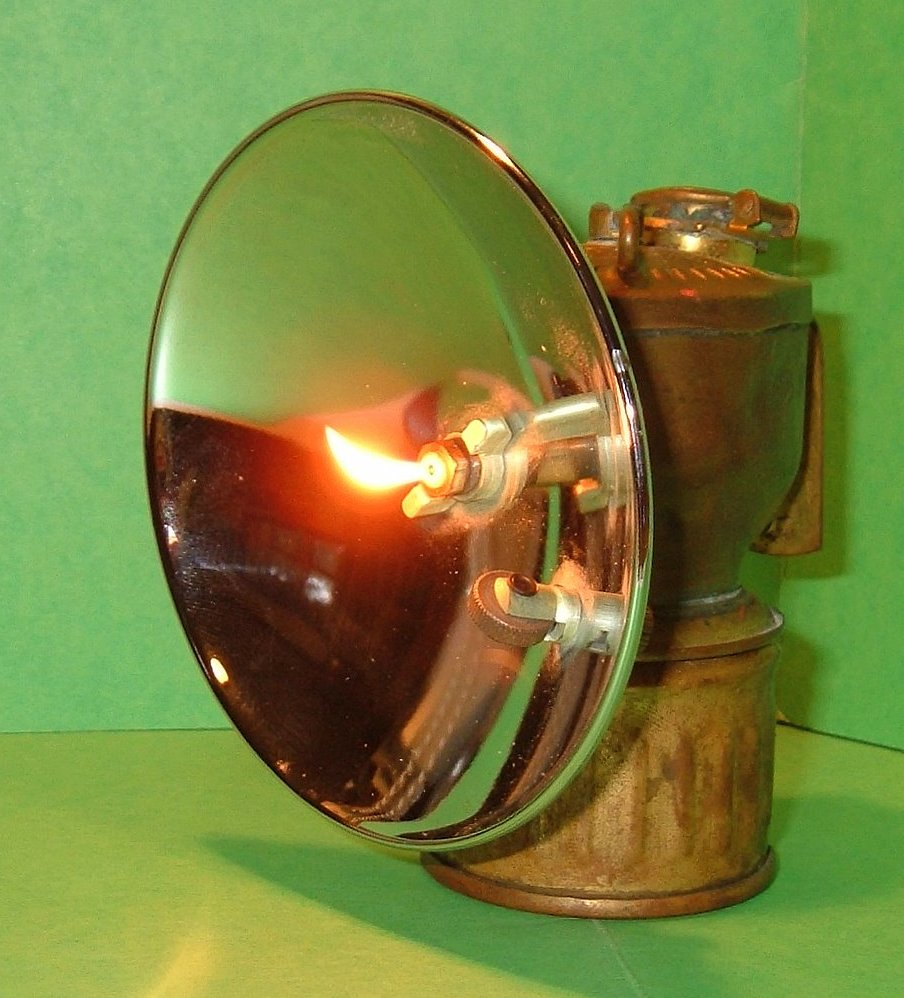
Karbidlampa

Kalciumkarbid är ett färglöst kemiskt salt med formeln CaC2. Kokpunkten är omkring 2 300 °C.
Kalciumkarbid framställs genom den endoterma reaktionen mellan bränd kalk (CaO) och koks (C), en process som upptäcktes av kanadensarna T.L. Willson och J.T. Moorehead (1891):
{\displaystyle {\rm {CaO+3\ C\rightarrow CaC_{2}+CO}}}
Kalciumkarbidets kemiska struktur påminner om koksaltets, där Na+-jonen bytts ut mot en Ca2+-jon och Cl--jonen bytts ut mot C22--joner.

## Industriell tillverkning
Industriellt används kalciumkarbid vid framställning av acetylen (C2H2), som sedan används vid oxyacetylensvetsning. Reaktionen som uppstår då kalciumkarbid kommer i kontakt med vatten är kraftigt exoterm.
{\displaystyle {\rm {CaC_{2}(s)+2\ H_{2}O(l)\rightarrow C_{2}H_{2}(g)+Ca(OH)_{2}(s)}}}
I Sverige började tillverkningen av kalciumkarbid 1897 i deLaval-fabriken i Önan, Trollhättan.
Kalciumkarbid tillverkas i stora mängder, 1982 var den totala världsproduktionen 6,4 miljoner ton och utvinns bland annat vid krackning av kolväten och fås som biprodukt vid framställning av etylen. En annan industriell tillämpning av kalciumkarbid är fixering av kvävgasen i luften och därigenom bildas ämnet kalciumcyanamid, som används som gödsel.
{\displaystyle {\rm {CaC_{2}+N_{2}\rightarrow CaCN_{2}+C}}}

## Tillämpningar
Ett exempel på vanlig tillämpning är som bränsle i karbidlampor.
Eftersom förbränningen av acetylen från karbidlampor sker med luft, under ett underskott av syre, har karbidlampor en tendens att "sota" luften i omgivningen. En gasblandning med rätta proportionerna av acetylen och syrgas är explosiv.
Kalciumkarbid finns att köpa i vissa färg/kemi-affärer och kan användas vid sorkbekämpning i trädgårdar.
Kalciumkarbidens främsta användningsområde är dock i stålindustrin där den används för att rena stål från svavelföreningar och för tillverkning av acetylengas till svetsindustrin.